# Dionís II
Dionís II (en grec Διονύσιος Β') va ser patriarca de Constantinoble de l'any 1546 al 1556.
Va néixer a Gàlata, avui un barri de Constantinoble, i va ser consagrat bisbe pel patriarca Teolepte I. Va ser metropolità de Nicomèdia, abans de ser nomenat patriarca.
Va prendre diverses mesures per solucionar el finançament de l'església, entre d'altres va enviar a Metròfanes (després patriarca amb el nom de Metròfanes III), que era el metropolità de Cesarea de Capadòcia a diversos països d'Occident i a Venècia per recaptar diners. Però Metròfanes va anar a Roma a veure al papa Pau III i això va ser un escàndol a Constantinoble, on hi van haver disturbis i un intent d'assassinar a Dionís II, i el clergat en va deposar tant l'un com l'altre. Dionís II va governar l'església fins que va morir, perquè no se li va aplicar el cessament ja que va tenir el suport del sultà Solimà I el Magnífic. Va dirigir amb encert l'Església fins a la seva mort, que podria haver ocorregut el 1555 o el 1556. Va ser enterrat al monestir de Kamariotissa, a l'illa de Χάλκη ('Chalki') a les illes dels Prínceps.